# ایلینوفکا (باشقیرستان)
ایلینوفکا (انگلیسی: Ilyinovka, Pokrovsky Selsoviet, Fyodorovsky District, Republic of Bashkortostan) یک شهرک در شهرستان فیودوروفسکی استان باشقیرستان کشور روسیه است.